# Ksenija Zadorina
Ksenija Ivanovna Zadorina (in russo Ксения Ивановна Задорина?; 2 marzo 1987) è una velocista russa.

## Palmarès
| Anno | Manifestazione    | Sede       | Evento      | Risultato  | Prestazione | Note |
| ---- | ----------------- | ---------- | ----------- | ---------- | ----------- | ---- |
| 2005 | Europei juniores  | Kaunas     | 400 m piani | Argento    | 53"39       |      |
| 2006 | Mondiali juniores | Pechino    | 400 m piani | 4ª         | 51"99       |      |
| 2006 | Mondiali juniores | Pechino    | 4×400 m     | 5ª         | 3'33"21     |      |
| 2007 | Europei under 23  | Debrecen   | 400 m piani | Bronzo     | 51"78       |      |
| 2007 | Europei under 23  | Debrecen   | 4×400 m     | Oro        | 3'26"58     |      |
| 2007 | Universiade       | Bangkok    | 400 m piani | Bronzo     | 51"89       |      |
| 2007 | Universiade       | Bangkok    | 4×400 m     | Argento    | 3'30"49     |      |
| 2009 | Europei under 23  | Kaunas     | 400 m piani | Argento    | 51"76       |      |
| 2009 | Europei under 23  | Kaunas     | 4×400 m     | Oro        | 3'27"59     |      |
| 2010 | Europei           | Barcellona | 4×400 m     | dq         | dq          |      |
| 2011 | Europei indoor    | Parigi     | 400 m piani | Bronzo     | 50"03       |      |
| 2011 | Europei indoor    | Parigi     | 4×400 m     | Oro        | 3'29"34     |      |
| 2011 | Mondiali          | Taegu      | 4×400 m     | dq         | dq          |      |
| 2012 | Europei           | Helsinki   | 400 m piani | Argento    | 51"26       |      |
| 2012 | Europei           | Helsinki   | 4×400 m     | 6ª         | 3'28"36     |      |
| 2013 | Europei indoor    | Göteborg   | 4×400 m     | Argento    | 3'28"18     |      |
| 2014 | Europei           | Zurigo     | 400 m piani | Semifinale | dnf         |      |
| 2014 | Europei           | Zurigo     | 4×400 m     | 4ª         | 3'25"02     |      |
| 2015 | Mondiali          | Pechino    | 4×400 m     | 4ª         | 3'24"84     |      |

## Altre competizioni internazionali
2010
- Campionati europei a squadre di atletica leggera ( Bergen)

2015
- Campionati europei a squadre di atletica leggera ( Čeboksary)